# Шелюбинская
Шелюбинская — деревня в Вельском районе Архангельской области. Входит в состав Муниципального образования «Усть-Вельское». Имеет второе местное неофициальное название Тупицыно.

## География
Деревня расположена в южной части Архангельской области, в таёжной зоне, в пределах северной части Русской равнины, в 17 километрах на юго-запад от города Вельска по автомобильной дороге регионального значения Коноша-Вельск-Шангалы, на левом берегу реки Пежма притока Ваги. Ближайшие населённые пункты: на юго-западе деревня Мининская, на северо-востоке деревня Никифорово.
Часовой пояс
Шелюбинская, как и вся Архангельская область, находится в часовой зоне МСК (московское время). Смещение применяемого времени относительно UTC составляет +3:00.

## Население
| 2002 | 2010 | 2012 | 2014 |
| ---- | ---- | ---- | ---- |
| 48   | ↘36  | ↗64  | ↘56  |

## История
Указана в «Списке населённых мест по сведениям 1859 года» в составе Вельского уезда(2-го стана) Вологодской губернии под номером «2170» как «Шелюбинское(Тупицыно)». Насчитывала 29 дворов, 80 жителей мужского пола и 103 женского.
В материалах оценочно-статистического исследования земель Вельского уезда упомянуто, что в 1900 году в административном отношении деревня входила в состав Богоявленского сельского общества Никифоровской волости. На момент переписи в селении Шелюбинское(Тупицино) находилось 48 хозяйств, в которых проживало 136 жителей мужского пола и 125 женского.

## Достопримечательности
Церковь Александра Невского Объект культурного наследия № 2900000235  - кирпичная кубическая часовня со срезанными углами 1880-1900 годов постройки, завершённая невысоким шатровым куполом. Отремонтирована в 2004 году.